# 约什·伊什特万
约什·伊什特万（匈牙利語：Joós István，1953年3月27日—），匈牙利男子皮划艇运动员。他曾代表匈牙利参加1980年夏季奥林匹克运动会皮划艇比赛，获得男子双人皮艇1000米银牌。